# Karl Leimer
Karl Leimer (Biebrich, 22 juin 1858 – Wiesbaden, 19 juillet 1944) est un pianiste et professeur de musique allemand.

## Biographie
Karl Leimer est le fils du sculpteur Peter Anton Leimer et de son épouse, Pauline. Il grandit à Wiesbaden, où il suit ses humanités au Gymnase. À partir de l'hiver 1875, il étudie le génie civil à l'École polytechnique de Karlsruhe. À l'instigation de Wilhelm Krüger (1820-1883), pianiste de la cour de Wurtemberg, il passe à l'étude de la musique et étudie le piano avec lui à l'école de musique de Stuttgart, entre 1878 et 1882. Il travaille également la théorie de la musique avec Emmanuel Faisst et l'histoire de la musique et l'instrumentation avec Ludwig Stark. Après avoir obtenu son diplôme en 1882, Leimer est professeur de piano au conservatoire de Königsberg, et en devient le directeur l'année suivante. Dès 1891, son premier travail pédagogique sur le jeu de piano est publié en vue d'une utilisation au conservatoire.
En 1896, Leimer déménage à Hanovre et en octobre 1897, fonde une école privée de musique et de théâtre — précurseur direct de l'actuel Collège de musique et de théâtre de Hanovre — en collaboration avec deux autres cofondateurs et directeurs, deux musiciens locaux de la cour, le pianiste Emil Evers et la chanteuse Hermann Brune. Cette école remporte un grand succès et, à partir de 1912, est approuvée en tant que « Städtisches Conservatorium für Musik », tout en restant une entreprise privée. En 1918, Leimer publie son Handbuch für den Klavierunterricht dans Unter den - und Mittelstufe [« manuel pédagogique pour l'enseignement du piano de niveaux débutant et intermédiaire »]. Son école est reconnue par l'État en 1926.
Leimer applique la méthode qu'il a développée pour l'enseignement du piano à son disciple le plus célèbre, Walter Gieseking. Plus tard, ils publient conjointement un travail pédagogique sur le jeu de piano avec Gieseking. En 1931, ils écrivent ensemble Modernes Klavierspiel nach Leimer-Gieseking, un ouvrage destiné à instruire les professeurs de piano qui a été traduit en anglais et en français dès 1932. Le livre a été un tel succès que Leimer a écrit un autre livre, publié en 1938 : Rhythmik, Dynamik, Pédale und andere Probleme des Klavierspiels nach Leimer-Gieseking (Rythmique, Dynamique, de Pédales et d'Autres Problèmes de Jeu de Piano, par Leimer-Gieseking). La méthode de piano qu'il a développée en collaboration avec Gieseking a eu une influence durable dans l'univers du piano : leurs manuels ont eu de nombreuses éditions et ont été traduits dans de nombreuses langues. Après un long conflit avec les héritiers de son défunt partenaire d'affaires, Leimer renonce à la direction du conservatoire en 1934 et est remplacé par Walter Höhn. Cependant, il reste tout de même le directeur de la société mère.
Karl Leimer est le grand-oncle du pianiste, compositeur et pédagogue du piano, Kurt Leimer.

## Écrits
En collaboration avec Gieseking :
- Le jeu moderne du piano d'après Leimer-Gieseking, traduit de l'allemand par O. Cara (Eschig 1932) 30001300
- Modernes Klavierspiel : Mit Ergänzung: Rhythmik, Dynamik, Pedal (Schott Music 1938) 960164901
- Piano technique, New York, Dover 1972 (contient les deux livres précédents traduits en anglais en 1932 et 1938)